# Азербайджанский легион вермахта
Азербайджанский легион (азерб. Azərbaycan Legionu, нем. Der Aserbaidschanische Legion) — соединение, состоящее из бывших советских военнопленных азербайджанцев, одна из единиц вермахта. Часть военнопленных азербайджанцев перешла на сторону противника, зная о приказе Сталина № 270 от 16 августа 1941 года об уничтожении комиссаров и командиров, дезертировавших с поля боя или сорвавших знаки различия перед попаданием в плен, другие же видели в создании легиона возможность восстановления независимости Азербайджанской Демократической Республики.
До 22 июля 1942 азербайджанцы служили в составе Кавказско-мусульманского легиона (нем. Kaukasisch-Mohammedanische Legion).

## Формирование
В ноябре — декабре 1941 года Гитлер отдал распоряжение о формировании в Едлино Кавказско-магометанского национального легиона, состоящего из азербайджанцев, а 15 апреля 1942 года лично разрешил использование в борьбе против партизан и на фронте в качестве «равноправных союзников», этот статус был закреплен первым «Положением о местных вспомогательных формированиях на Востоке». В связи с увеличением количества азербайджанцев, число которых в составе войск вермахта доходило до 40 тыс. человек, Кавказско-магометанский легион был переименован в Азербайджанский, и из его состава были выведены представители других национальностей.
Формирование легиона происходило при участии «Азербайджанского правительства», созданного эмигрантами-мусаватистами среди которых были Халил Хасмамедов, Шафи Рустамбейли, Наги Шейхзаманлы, Фуад Эмирджан и другие, которые рассматривали своё участие в войне на стороне Германии как последнюю возможность восстановления утраченной независимости АДР. Издавалась газета под названием «Азербайджан», редактором которой был бывший майор Красной Армии Меджит Карсаланы. Центрами комплектования легиона были польский и украинский города Едлино и Прилуки.
Первые контакты представителей немецких спецслужб с лидерами азербайджанской эмиграции были установлены перед началом войны. Для удара по Кавказу Абвер усиленно пестовал свою пятую колонну в портовых городах Ирана Ноушехре, Бендер-Шахе, Пехлеви. Диверсанты проходили обучение для действий в Азербайджане и Туркменистане. Помимо азербайджанцев Абвер установил контроль над многочисленной эмигрантской колонией в Иране, в состав которой входили представители множества народов Кавказа, Закавказья и Средней Азии.
Кадры Абвер черпал из азербайджанцев-эмигрантов, а с началом военных действий против СССР из числа военнопленных, перебежчиков и лиц, недовольных Советской властью. Этому способствовало предвоенное повстанческое движение в Азербайджане. В республике с конца 1929 до 1931 гг. включительно прокатилась волна восстаний против Советов. Повстанцами были захвачены города Нуха, Шуша, взрывались мосты и железнодорожное полотно, совершались нападения на поезда. Общее количество повстанцев достигало 10 тысяч человек. Против восставших применялись авиация, танковые подразделения и химическое оружие. Постепенно сопротивление ушло в горы, затем повстанцы ушли в Персию (Иран). Можно предположить, что восставшие имели контакты с обществом «Прометей». Лигой угнетенных Россией народов, эмигрантской организацией, созданной в 1928 году в Варшаве 2-м отделом (Дефензива) Польского Генерального штаба и Восточным отделом МИД Польши.
Немецкие спецслужбы «унаследовали» от Дефензивы агентуру общества «Прометей» и установили контакт с азербайджанской боевой эмигрантской организацией «Истиклал».
В составе диверсионно-разведывательной Абверкоманды 201, действовавшей на южном участке Восточного фронта, находилась группа Алхазова. Это подразделение было сформировано из уроженцев азербайджанского города Нухи.
Агентам предстояло действовать в советском тылу близ упомянутого города. В задачу вменялось воспрепятствовать вывозу промышленных предприятий и организовать повстанческое движение. Заброска группы не состоялась, и её личный состав был использован в качестве пехотного подразделения одной из немецких воинских частей.
Большую заинтересованность в существовании азербайджанских частей в составе Вермахта проявлял турецкий генерал Эркилет. В сентябре 1941 года военная делегация Турции во главе с ним побывала на южном участке Восточного фронта. После возвращения в Турцию Эркилет издал книгу «Что я видел на Восточном фронте». Ещё одним результатом посещения стали переговоры с немецким командованием об улучшении положения советских военнопленных-мусульман (особенно азербайджанцев). Тогда же был положительно решен вопрос о создании национального азербайджанского комитета. В августе 1941 года руководитель немецкой миссии в Турции фон Папен докладывал Риббентропу: «Хорошо осведомленное доверенное лицо сообщает: ввиду успехов немцев в России турецкие правительственные круги все больше начинают заниматься судьбой… азербайджанских турок. В этих кругах, по-видимому, склонны возвратиться к событиям 1918 года, и хотят присоединить к себе эту область, особенно ценнейшие бакинские месторождения нефти».
Впоследствии при Восточном министерстве Германии и Институте по исследованию Туркестана (АТ) был создан «Азербайджанский Комитет», состоявший преимущественно из бывших граждан СССР. Возглавлял его 35-летний бывший майор Красной Армии Дудангинский Або Алиевич, известный также как Фаталибейли. Он был взят в плен, некоторое время воевал в составе национальных формирований, затем был назначен начальником азербайджанского «штаба». Первоначально Дудангинский поддерживал Власова, разделяя его точку зрения о необходимости объединения всех антисоветских сил. Впоследствии эта позиция была пересмотрена в связи с отказом других членов Комитета сотрудничать с Власовым. Дудангинский поддерживал также отношения с лидером азербайджанской эмиграции в Германии Эмином Расул-Заде. Последний проводил в жизнь идею пантюркизма, в связи с чем не был назначен предводителем национального штаба, так как создание сильного Азербайджана под покровительством Турции противоречило планам немецких специалистов по Востоку, видевших в будущем Кавказе лишь особый рейхскомиссариат Германии.
Большую роль в «Азербайджанском комитете» играл также бывший полковник Русской императорской армии штандартенфюрер СС Исрафил Магомед-Наби оглы Исрафилов он же Исрафил-бей, впоследствии расстрелянный в 1946 году по приговору военного трибунала Бакинского военного округа. В состав комитета входил также бывший военнопленный, сотрудник «Цеппелина» штурмбанфюрер СС Алиев.

## О легионе
Начиная войну против Советского Союза, военно-политическое руководство Германского рейха одной из главных задач ставило перед собой разрушение многонационального государства и привлечение на свою сторону в борьбе с большевизмом представителей национальных меньшинств, которым обещалось создание ряда национально-государственных образований. Особая ставка при этом делалась на народы республик Кавказа и Средней Азии, в числе которых были и азербайджанцы. Количество азербайджанских легионеров в составе войск вермахта составляло порядка 40 тыс. человек, которые, помимо азербайджанских военных формирований, несли службу и в других воинских частях. Исмаил Акбер в своей записке от 1951 года «Азербайджанские легионеры в борьбе за Независимость во второй мировой войне» приводит цифру 38 598 человек на 1 октября 1944 года. Из них 97 человек служили в частях Русской освободительной армии (РОА) генерала Власова, 67 человек — в Азербайджанском национальном комитете в Берлине. По данным грузинского историка Г. Мамулия, ещё один азербайджанский батальон воевал на стороне Украинской национальной армии.
Первый Азербайджанский легион официально появился в марте 1942 года на станции Едлино (Польша), командовал им полковник Ридель (затем подполковник Бойме). Этот легион оставался в Едлино до октября 1943 года, затем был переведён в город Родез (Франция), а после переброшен в Мюльгаузен в Эльзасе. В Едлино было сформировано 8 боевых и 2 запасных батальона. Во Францию легион был передислоцирован с 2 запасными батальонами, и там, на месте, была создана боевая группа капитана Ланге в составе 3 рот. Второй Азербайджанский легион был создан в Прилуках. До мая 1943 года на Украине было сформировано 6 боевых азербайджанских батальонов и 2 запасных. Помимо легионов, отдельные боевые и тыловые азербайджанские отряды создавались другими подразделениями вермахта и СС. Они формировались в виде самостоятельных единиц и в составе немецких частей, так Азербайджанская боевая группа под командованием бывшего полковника Русской императорской армии Исрафил-бея входила в состав Кавказского соединения СС.

«Азербайджан» — еженедельная газета Азербайджанского легиона (от 14 ноября 1943 года). Под заголовком надпись на азербайджанском языке гласит: «Мы сражаемся только и только за свою свободу. Ни одна живая сила не заставит нас отказаться от этой святой цели.»

В мае 1943 года в пансионе «Виктория» в Берлине под председательством бывшего министра юстиции Азербайджанской Республики Халила Хасмамедова (член партии «Мусават») было созвано совещание, на котором присутствовали видные деятели старой и новой эмиграции. На съезде было решено добиваться сведения всех азербайджанских частей в единое соединение во главе с национальным штабом. С этой целью при Восточном министерстве был создан Азербайджанский штаб связи, наделённый правом представлять азербайджанцев при немецких ведомствах, в первую очередь при штабе добровольческих войск, так же было принято решение созвать Конгресс, в подготовке которого принимали участие Азербайджанский комитет и все азербайджанцы, находившиеся в то время в Берлине. Конгресс начал свою работу в ноябре 1943 года в Берлине, в отеле «Кайзерхоф», по результатам которого был избран Меджлис национального единения в составе 50 человек, куда вошли представители всех воинских частей и почти всех политических организаций Азербайджана в эмиграции.

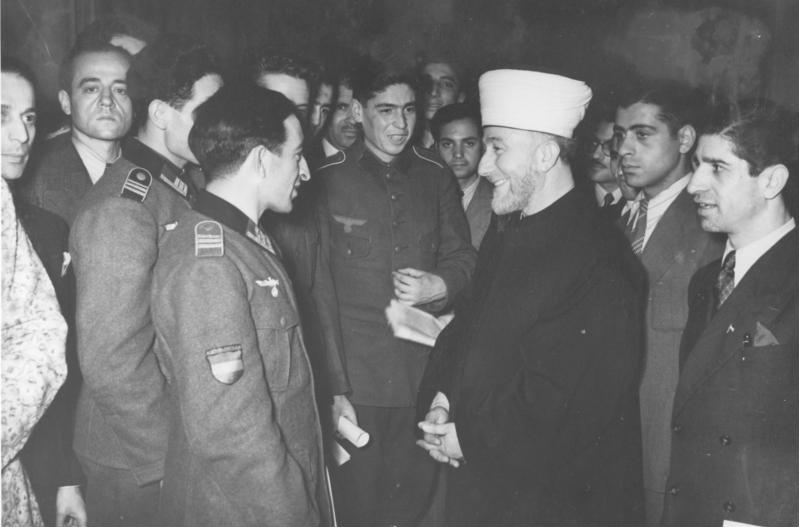
Амин аль-Хусейни на встрече с азербайджанскими легионерами в Берлине, 19 декабря 1942 года

При Азербайджанском национальном комитете (Берлина) была должность старшего муллы и создан отдел по религиозным вопросам. С легионерами часто встречался великий муфтий Иерусалима хаджи Мохаммед Амин аль-Хусейни. Пропагандистскую работу в Азербайджанском национальном комитете на первых порах возглавлял уроженец Баку, профессиональный журналист, Фуад Эмирджан (Амирджанов). Он же стал редактором еженедельной газеты легионеров «Азербайджан», писал он по сути на турецком языке, и после первого номера газеты был заменён выпускником Азербайджанского университета Меджидом Мусазаде (псевдоним Карсалани). В Берлине издавались еженедельные газеты «Азербайджан» и «Хюджум» («Атака»), ежемесячный журнал «Милли Бирлик» («Национальное Единение»). В 162-й тюркской дивизии выходил еженедельный бюллетень «Бизим Доюшимиз» («Наша битва»).
Начиная с 1942 года азербайджанские соединения участвовали в боях на Восточном фронте. 804-й батальон с сентября действовал на Кавказе в составе 17-й армии группы армий «А». Батальон майора А. Фаталибейли участвовал в 800-километровом марше от Таганрога до Псебайской. Около 10 азербайджанских батальонов действовали на Кавказе, Украине, в Крыму, Беларуси и Польше.
В соответствии с приказом организационного отдела Генерального штаба ОКХ № 14124/43 от 29 мая 1943 года для Азербайджанского легиона цветные петлицы были заменены на серые полевые с зелёной выпушкой.
Адольф Гитлер выразил сомнение по поводу восточных легионов, видя более или менее надёжную опору лишь в мусульманах. На совещании в декабре 1942 года он сказал:
«Я не знаю, как эти грузины будут вести себя. Они не принадлежат к тюркским народам … я считаю надёжными только мусульман… Всех остальных я считаю ненадёжными. На данный момент я считаю формирование этих чисто кавказских батальонов очень рискованным, в то время, как я не вижу никакой опасности в создании чисто мусульманских формирований… Несмотря на все заявления Розенберга и военных, я не доверяю также армянам»

Оценивая опыт использования частей восточных легионов на Кавказе, начальник штаба группы армий «А» генерал-лейтенант Грайфенберг высоко оценил действия 804-го и 805-го азербайджанских батальонов, отмечая что они «действовали в крупных лесных районах часто полностью самостоятельно, успешно боролись с бандами и отрядами противника и внесли большой вклад в дело обеспечения умиротворения этих районов».

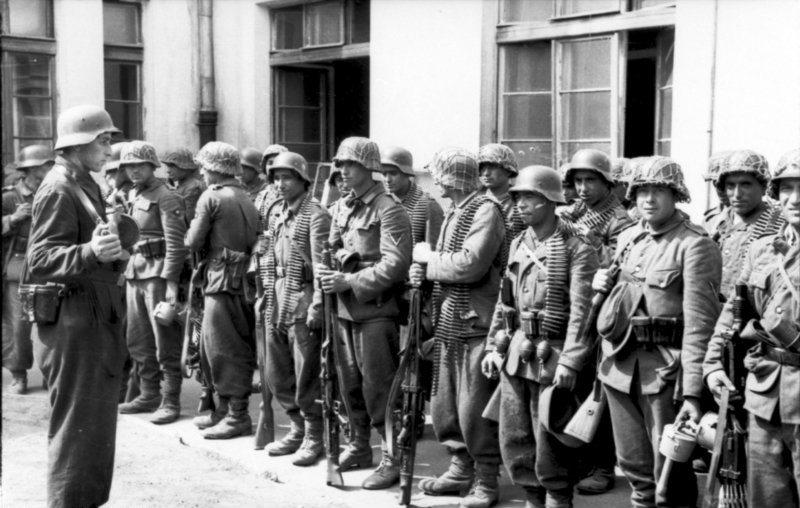
Солдаты 1/111-го азербайджанского пехотного батальона, участвовавшего в подавлении Варшавского восстания. Август 1944 года

Части азербайджанского легиона принимали участие в подавлении Варшавского восстания с 1 августа по 2 октября 1944 года. С первых дней восстания действовал II батальон соединения особого назначения «Бергман» («Горец») под командованием майора Хуберта Мартельсмана. В его составе были три азербайджанские роты (5-я, 6-я и 7-я) и одна северокавказская (8-я). Немецкий лейтенант запаса Алоиз Майкснер из 6-й азербайджанской роты 10 октября 1944 года был награжден Золотым Немецким крестом. В составе ударной группы Дирлевангера вел бои I батальон 111-го азербайджанского полка. Батальоном командовал капитан Вернер Шаренберг. Азербайджанцы воевали в составе боевой группы Райнефарта, большая часть из них была подчинена «Дирлевангер», а 7-я рота находилась в составе боевой группы «Рeк» (командир майор Макс Рeк). Это подразделение вело бои в районе Вольскиx кладбищ, где были уничтожены 2-й и 3-й взводы роты, так как личный состав подразделения специализировался на боях в горной местности, но не был готов к боевым действиям в городских условиях.
Азербайджанский Национальный Меджлис через три недели после начала восстания — 22 августа 1944 года — выступил с безуспешным протестом против использования азербайджанских солдат в борьбе против поляков, которые положительно отнеслись к эмигрантам из Азербайджана после 1918 года. Тогда немцы выпустили меморандум, в котором объясняли, что азербайджанцы не воюют против польского народа, а сражаются против «коммунистического мятежа». 
1 октября 1944 года в составе 9-й немецкой армии было зарегистрировано 3460 «туркестанских и кавказских» добровольцев, при этом 1442 служащих этих подразделений пропали без вести. После окончания восстания часть I батальона 111-го азербайджанского полка осуществляла контроль за эвакуацией повстанцев после капитуляции. В то время в первом подразделении батальона насчитывалось 243 азербайджанских солдата, во втором — 264. В последующем эти подразделения были переведены в Нойхаммер, а оттуда в Хусум, в район Северной Фризии в земле Шлезвиг-Гольштейн. Между тем II батальон соединения «Бергман» («Горец») с 22 октября по 28 ноября подчинялся командованию IV танкового корпуса СС. В свою очередь, начальник 532-го армейского тылового района получил 15 октября дополнительные силы в виде двух батальонов: 830-го волго-татарского пехотного батальона и 791-го туркестанского пехотного батальона, которые несли службу рядом с 790-м туркестанским пехотным батальоном.
Свыше 700 азербайджанцев участвовало в обороне Берлина от советских войск в 1945.

## Присоединение к партизанам
После того, как провал плана прорыва немецких войск на Ближний Восток и в Азию стал очевиден, Гитлер в середине 1943 года отдал приказ отозвать всех легионеров с Восточного фронта и отправить их на Западный фронт, в основном во Францию и Италию.

### Во Франции
Отправленные осенью 1943 года во Францию азербайджанские легионеры выражали недовольство и впоследствии часть из них присоединилась к местному движению Сопротивления. Так, организация азербайджанского легионе в городе Родезе, где была дислоцирована основная часть азербайджанских легионеров в стране (около 1200 человек), закончилась провалом. Там группой азербайджанских легионеров из 30 человек была создана подпольная антифашистская организация, которую возглавили бывшие капитаны Советской Армии Мирзахан Мамедов и Гусейн-Рза Мамедов.
Эта организация установила связь с ЦК Коммунистической партии Франции. С помощью французских коммунистов члены организации готовили восстание военнопленных и уход их в ряды бойцов движения Сопротивления. Контакты азербайджанский легионеров с французами попали в поле зрения немецкого командования и за легионерами началась слежка. В начале октября 1943 года были арестованы, а впоследствии расстреляны врач Шахбазов и фельдшер Гулиев. Во время обыска у них нашли полученные  от французских партизан прокламации. В ноября же за связь с партизанами был расстрелян лейтенант Фугул Байрамов. Несмотря на это, азербайджанцы продолжали присоединяться к партизанам. Так, 10 июля 1944 года 15 азербайджанских легионеров захватили оружие и ушли в город Манд к французским партизанам. Через полмесяца к ним присоединилась другая группа из 50 человек во главе с лейтенантом Рзой Рзаевым. Вместе с французами эти бывшие легионеры принимали участие в освобождении Северак-ле-Шато.
Вскоре немцы от своих агентов в легионе узнали о готовящемся восстании в казарме Бурлуп и 16 августа 1944 года, за несколько часов до назначенного выступления, успели оцепить лагерь, в результате чего 13 руководителей восстания (по другим данным — 15) были арестованы, подвергнуты пыткам и приговорены к смертной казни. Во время следования к месту казни арестованные напали на конвоиров. В завязавшейся схватке погибло пять организаторов подполья, включая самого Мирзахана Мамедова. Остальным же удалось бежать к французским партизанам. Легион был обезоружен и расформирован. Гусейн-Рза Мамедов покинул Родез с группой азербайджанцев из 29 человек с оружием и боеприпасами и смог попасть в Д'Арвио, в район Касань-Бегонес, где располагался отряд FFI под началом командана Пюже. Когда 18 августа немцы начали покидать Родез, с ними стали уходить и некоторые сохранившие преданность нацистам легионеры. Отряды Ришара и Пюже вместе с азербайджанцами во главе с Гусейн-Рзой Мамедовым в районе деревни Пон-де-Салар атаковали один из отступавших батальонов с тыла и полностью уничтожили его. После боев за Родез, азербайджанцы участвовали в освобождении Кармо, Альби, Гайака и других городов департаментов Тарн и Авейрон. Всего же в 1-м Советском партизанском полку служило 170 солдат и офицеров азербайджанцев.

### В Италии и Югославии

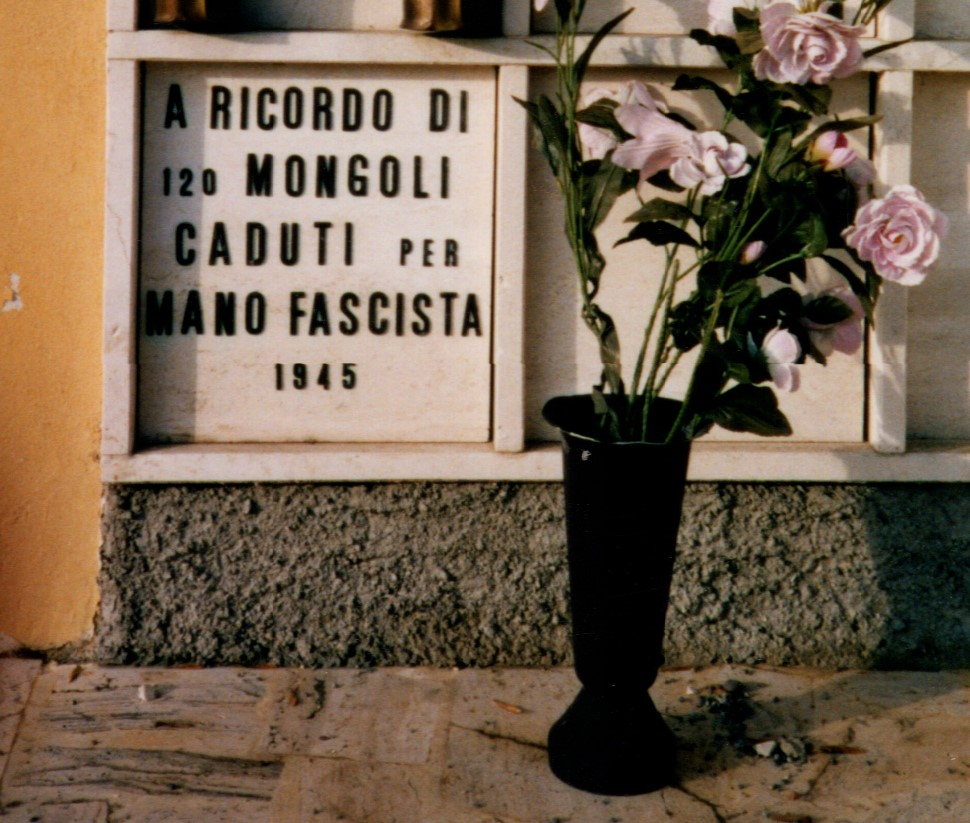
Мемориальная доска в Монте-ди-Незе в память о погибших здесь в 1945 году 120 азербайджанцах (названы «монголами», так как местные называли их так тогда из-за восточных особенностей многих из них)

Летом 1943 года целый контингент новых легионеров, недавно взятых в плен красноармейцев, отбыл в Италию. Среди них был и впоследствии посмертно удостоенный звания Героя Советского Союза Мехти Гусейнзаде, известный вскоре под прозвищем партизан «Михайло».
Сотни азербайджанцев, состоявших ранее в легионе, позже присоединились к партизанам на территории Италии и Югославии. Среди них были Мехти Гусейнзаде (подробнее о переходе Гусейнзаде к партизанам см. в разделе «Переход в ряды словенских партизан»), командир «русской» роты 3-й Словенской бригады «Иван Градник» Джавад Хакимли, член партизанской гарибальдийской бригады «Убальдо Фантаччи» Мамед Багиров, командир совершившего нападение на тюрьму в Удине батальона «Чапаев» Али Бабаев и другие.
В середине апреля 1945 года в Монте-ди-Незе близ Бергамо около 120 азербайджанцев при попытке побега из легиона при содействии партизанской бригады «Фиамме Верди» погибли в столкновении с нацистско-фашистскими силами (часть погибла в перестрелке, часть поймана и расстреляна).

## Батальоны азербайджанского легиона
| Батальон                                                                       | Примечание |
| ------------------------------------------------------------------------------ | --- |
| 2-й азербайджанский батальон Соединения особого назначения «Горец» («Бергман») | Находился в составе 6-й немецкой армии (Группы армий «А») располагался на оборонительных линиях на реке Буг. После двухнедельных участий в кровопролитных боях против Красной армии, батальон был направлен в один из восстановительных лагерей Карпат, а затем оттуда — во Францию. 12 марта 1944 года батальон числился в составе 2-го полка Кадровой добровольческой дивизии. В июле 1944 году был размещён южнее Варшавы в одном из подготовительных лагерей, а в августе вошёл в состав 111-го азербайджанского полка, в составе которого уже имелся 1/111-й азербайджанский пехотный батальон «Дёнмек». Вместе с частями СС принимал участие в подавлении Варшавского восстания. |
| 804-й азербайджанский горнопехотный батальон «Аслан»                           | Под командованием майора Глогера, состоял из 963 азербайджанца и 40 немцев. Батальон входил в состав 4-й горнопехотной дивизии 49-го горного армейского корпуса 1-й танковой армии, действовал в направлении Сухуми. На фронте с конца 1942 года. Летом 1943 года этот батальон вошёл в состав 314-го азербайджанского пехотного полка 162-й тюркской пехотной дивизии. Действия батальона высоко оценил начальник штаба группы армий «А» генерал-лейтенант Грайфенберг. В начале февраля 1943 года 804-й батальон под командованием майоров Глогера и А. А. Фаталибейли (Дудангинского) отличился в боях в районе станицы Старокорсунская на Кубанском предмостном укреплении. Здесь легионеры нанесли существенный урон советским 40-й и 119-й стрелковым бригадам 153-й стрелковой дивизии. За боевые отличия на Кубани 804-й батальон получил название «Аслан» («Лев»). 29 сентября 1943 года Гитлер отдал распоряжение о переброске с Восточного фронта в Западную Европу. После чего батальон был переброшен сперва во Францию потом в Италию, где вместе с 806 батальоном образовали 329-й батальон 162-й тюркской дивизии. По окончании войны азербайджанские легионеры 162-й дивизии, сдавшейся в районе Падуи, были выданы в СССР. По свидетельству очевидцев, при перевозке их морским путём в Одессу один мулла сжёг себя в знак протеста, многие пытались свести счеты с жизнью, прыгая с борта корабля. |
| 805-й азербайджанский пехотный батальон                                        | Под командованием капитана Хоха, состоял из 919 азербайджанцев и 37 немцев. Батальон входил в состав 111-й пехотной дивизии 52-го армейского корпуса 1-й танковой армии. На фронте с конца 1942 года, действовал в районе Нальчика и Моздока. В первых боях из-за плохой оснащённости и подготовки батальоном было потерянно 21 % личного состава. Действия батальона высоко оценил начальник штаба группы армий «А» генерал-лейтенант Грайфенберг. |
| 806-й азербайджанский пехотный батальон «Игит»                                 | Под командованием капитана К. Л. Оттендорфа, состоял из 911 азербайджанца и 44 немца. Батальон входил в состав 50-й пехотной дивизии 52-го армейского корпуса 1-й танковой армии. На фронте с начала 1943 года, действовал в районе Нальчика и Моздока. Указом Гитлера 29 сентября 1943 года все восточные легионы переводились с Восточного фронта в Западную Европу. После чего батальон был переброшен сперва во Францию потом в Италию, где вместе с 804-м батальоном образовали 329-й батальон 162-й тюркской дивизии |
| 807-й азербайджанский пехотный батальон                                        | На фронте с начала 1943 года, нёс службу на территории Брянщины. Был переброшен на Западный фронт, где до высадки в августе 1944 года союзных войск на юг Франции находился в городе Сан-Рафаэль |
| 817-й азербайджанский пехотный батальон                                        | На фронте с начала 1943 года. |
| 818-й азербайджанский пехотный батальон                                        | Был сформирован на территории Польши. На фронте с начала 1943 года, в конце этого же года в составе 1-го Восточно-мусульманского полка (нем. 1 Ostmuselmanische Regiment) 162-й пехотной дивизии СС под командованием генерал-майора Оскара фон Нидермайера участвует в боях на территории Белоруссии. В августе 1944 года полк под командованием бывшего старшины Красной Армии оберштурмфюрера СС Азимова участвовал в подавлении Варшавского восстания. Переданный бригаде СС под командованием оберфюрера О. Дирлевангера, он действовал в первых эшелонах немецких частей, атаковавших центральную часть города. Действия полка были высоко оценены германским командованием, отметившим многих из его офицеров и солдат наградами, включая Железные Кресты. Во время участия в антипартизанских действиях в Словакии в конце 1944 года оберштурмфюрер СС Азимов уходит к партизанам. Рассчитывавший заслужить своим поступком прощение, Азимов был расстрелян. |
| 819-й азербайджанский пехотный батальон «Джавад хан»                           | На фронте со второй половины 1943 года. |
| 820-й азербайджанский пехотный батальон                                        | На фронте со второй половины 1943 года. |
| 1/3 азербайджанский пехотный батальон                                          | Образован в 1942 году в Польше, воевал на южном и центральном участке воевали на южном участке советско-германского фронта. На фронте со второй половины 1943 года. |
| 1/4 азербайджанский горнострелковый батальон                                   | Образован в 1942 году в Польше, воевал на южном и центральном участке советско-германского фронта. На фронте с 1943 года. |
| 1/11 азербайджанский батальон «Дёнмек»                                         | Под командованием капитана В. Шарренберга, состоял из 929 азербайджанцев и 33 немцев. Батальон входил в состав 111-й пехотной дивизии, 52-го армейского корпуса 1-й танковой армии действовал в районе Нальчика и Моздока. |
| 1/50 азербайджанский пехотный батальон                                         | Образована в мае 1943 года, входил в состав 162-й немецкой дивизии. |
| 1/73 азербайджанский батальон                                                  | Образован в 1942 году в Польше, Под командованием капитана В. Франке, состоял из 917 азербайджанцев и 42 немцев. Батальон входил в состав 73-я пехотной дивизии 5-го армейского корпуса 17-й армии, действовал в районе Анапы и Новороссийска. |
| 1/97 азербайджанский лёгкий пехотный батальон                                  | Образован в 1942 году в Польше, воевал на южном и центральном участке советско-германского фронта. |
| 1/101 азербайджанский лёгкий пехотный батальон                                 | Образован в 1942 году в Польше, воевал на южном и центральном участке советско-германского фронта. |
| 2/73 азербайджанский батальон                                                  | Образован в 1942 году в Польше, воевал на южном и центральном участке советско-германского фронта. |
| П/73-й азербайджанский батальон                                                | Сформирован в 1942 году на Украине |
| 1/111-й азербайджанский батальон «Донмез»                                      | |
| 2/111-й азербайджанский батальон «Горхмаз»                                     | |
| 311-й запасной азербайджанский полк                                            | |
| 111-й азербайджанский полк                                                     | Входил в состав 11-й пехотной дивизии 52-го армейского корпуса 1-й танковой армии действовал в районе Нальчика и Моздока, в состав полка входили 1/111-й азербайджанский батальон «Дёнмек» под командованием Капитана В. Шарренберга, который состоял из 929 азербайджанцев и 33 немцев, а также азербайджанский батальон «Бергман-2». Полк участвовал в подавлении варшавского восстания, после чего был переведён в Данию в район города Хусум. |
| 314 азербайджанский пехотный полк                                              | Образован в мае 1943 года, вошёл в состав экспериментальной 162-й тюркской пехотной дивизии. Летом 1943 года пополнился 804-м азербайджанским пехотным батальоном «Аслан». Командование полком осуществлял бывший полковник Русской императорской армии Исрафил-бей Исрафилов, который позже стал в чине штандартенфюрера СС являлся командиром боевой группы «Азербайджан» Кавказского соединения СС. |